# Acipenser medirostris
Acipenser medirostris is een  straalvinnige vissensoort uit de familie van steuren (Acipenseridae). De wetenschappelijke naam van de soort is voor het eerst geldig gepubliceerd in 1854 door Ayres.
De soort staat op de Rode Lijst van de IUCN als Bedreigd, beoordelingsjaar 2022. De omvang van de populatie ligt volgens de IUCN tussen de 5000 en 6000 individuen.